# Sedlari (Valjevo)
Sedlari (Valjevo) (em cirílico: Седлари) é uma vila da Sérvia localizada no município de Valjevo, pertencente ao distrito de Kolubara. A sua população era de 1362 habitantes segundo o censo de 2011.

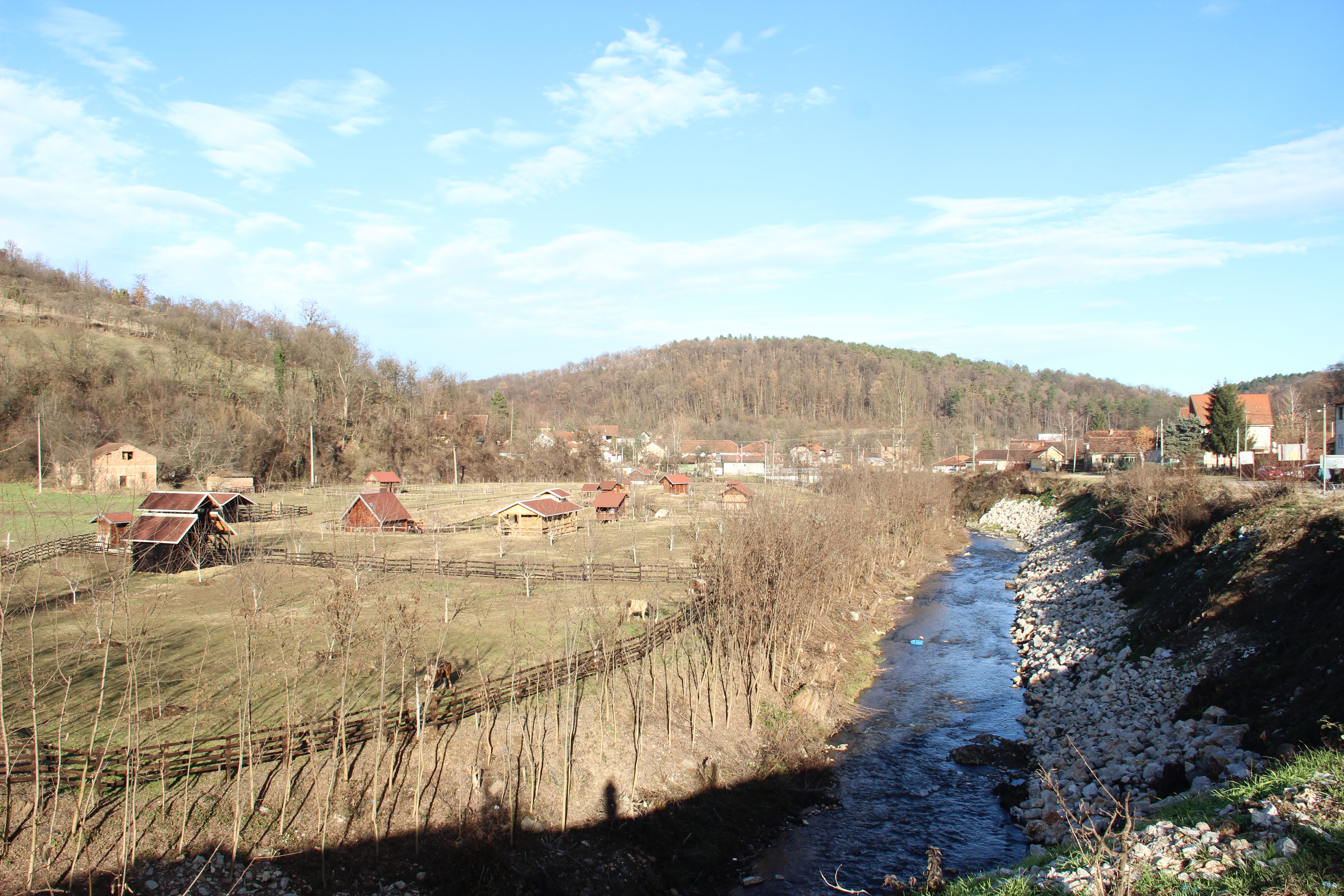
Sedlari - panorama
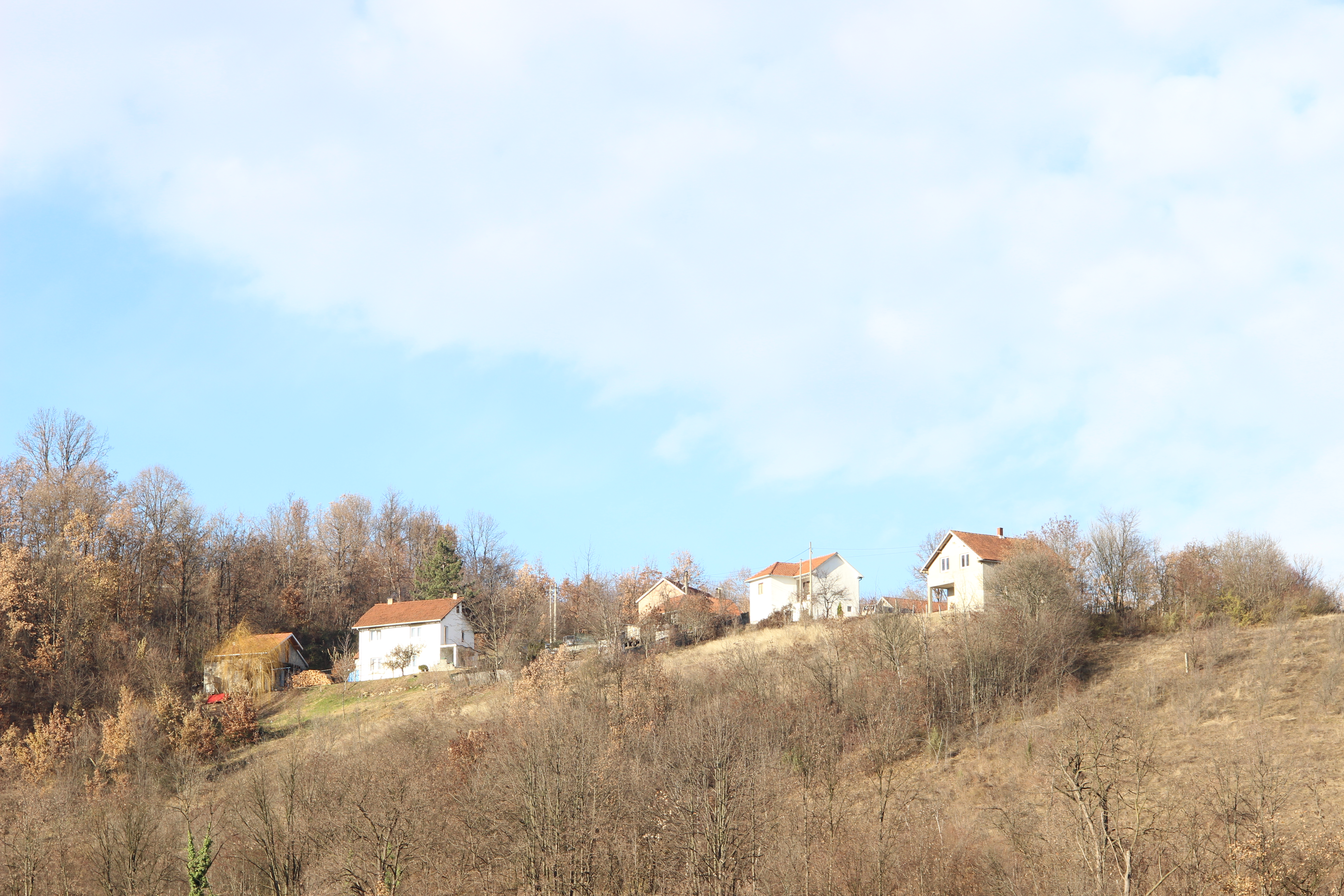
Sedlari - panorama
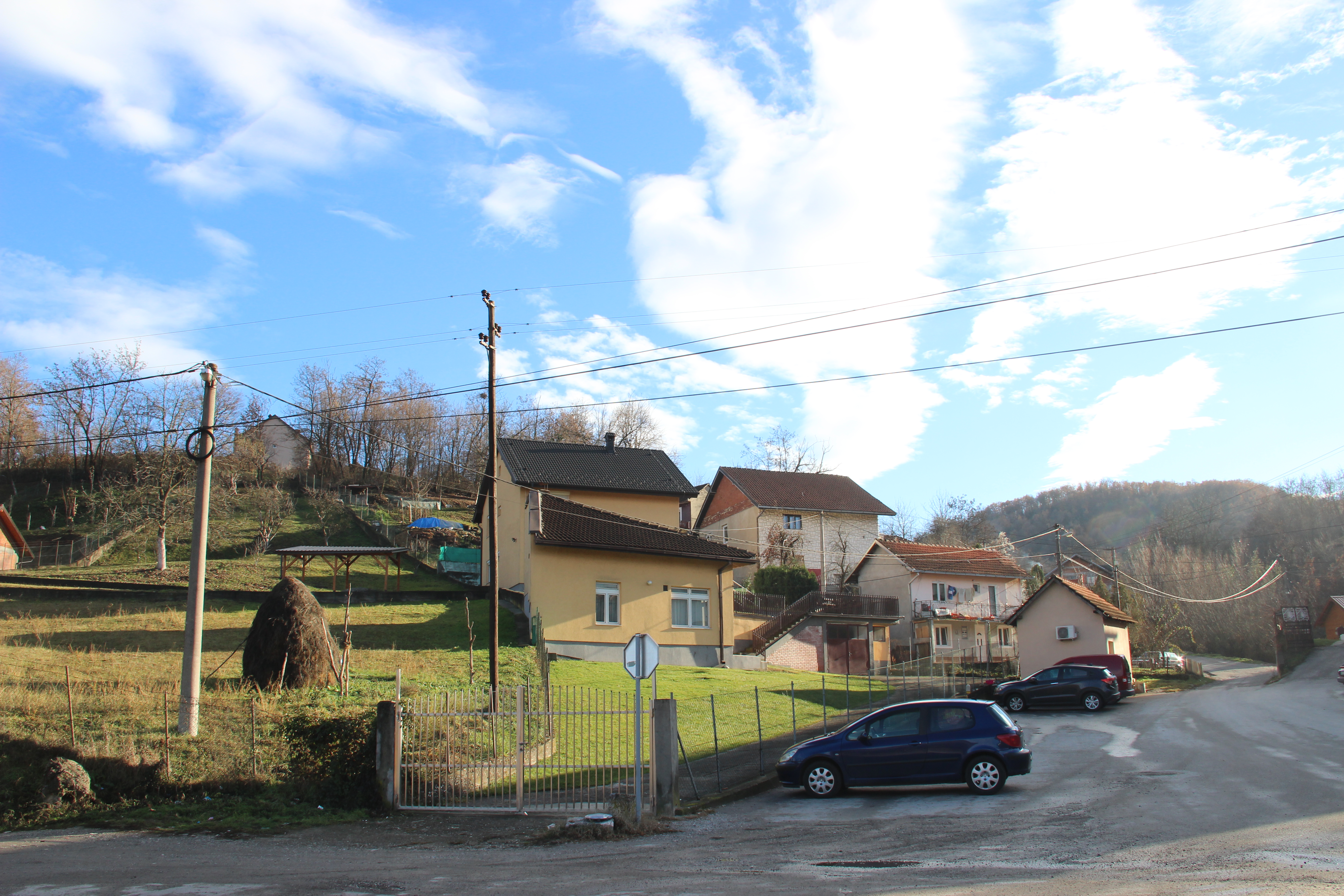
Sedlari - panorama
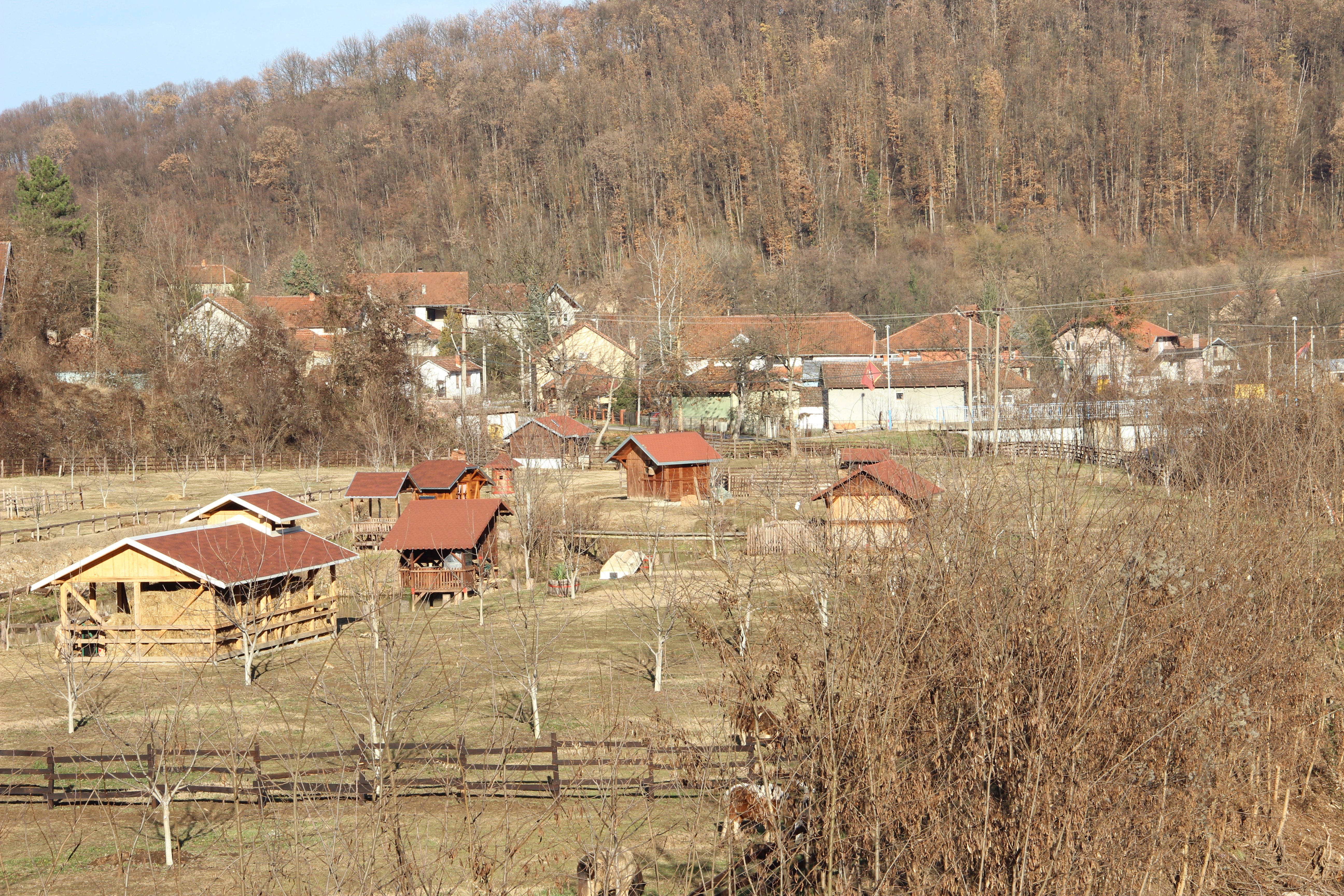
Sedlari - panorama
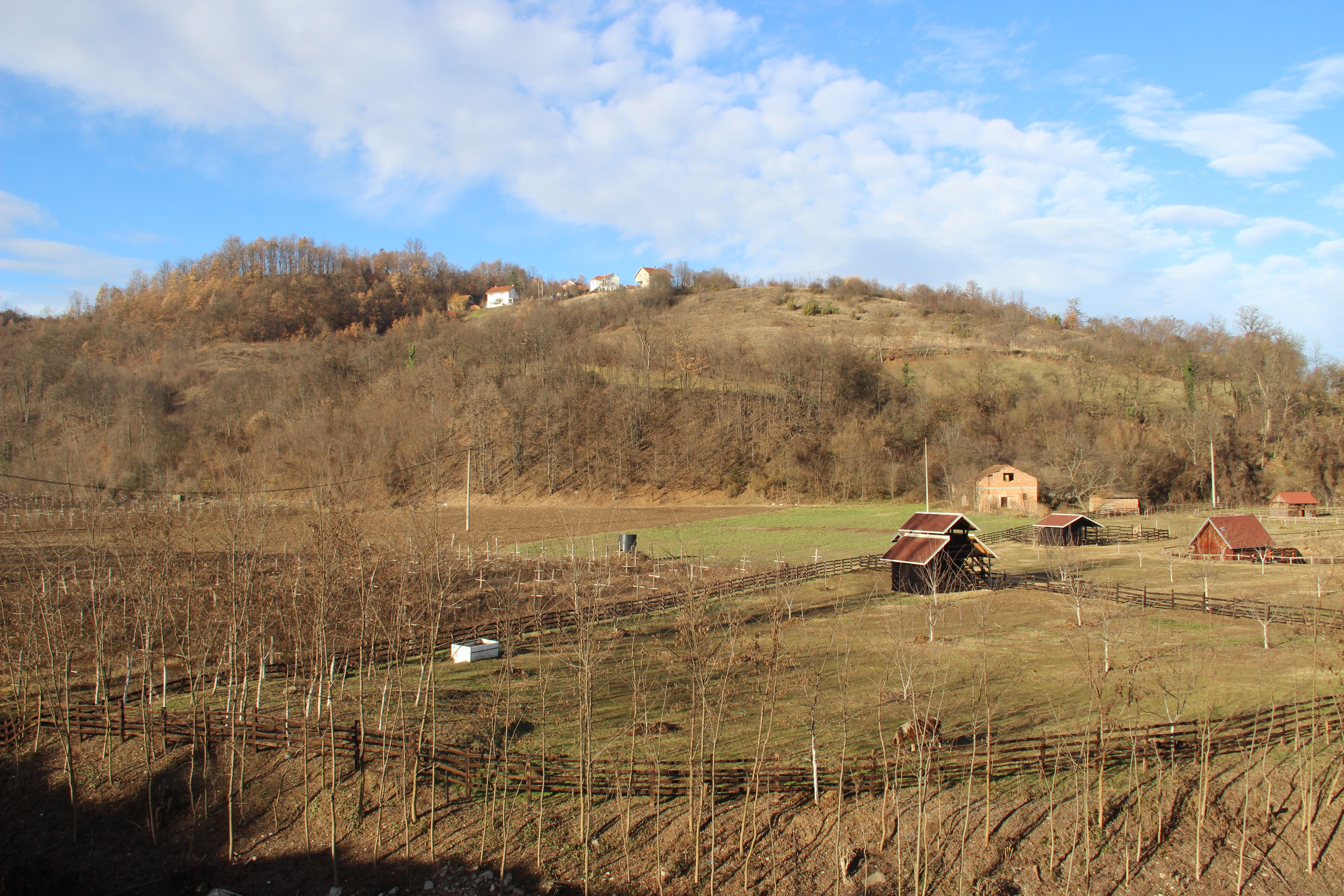
Sedlari - panorama
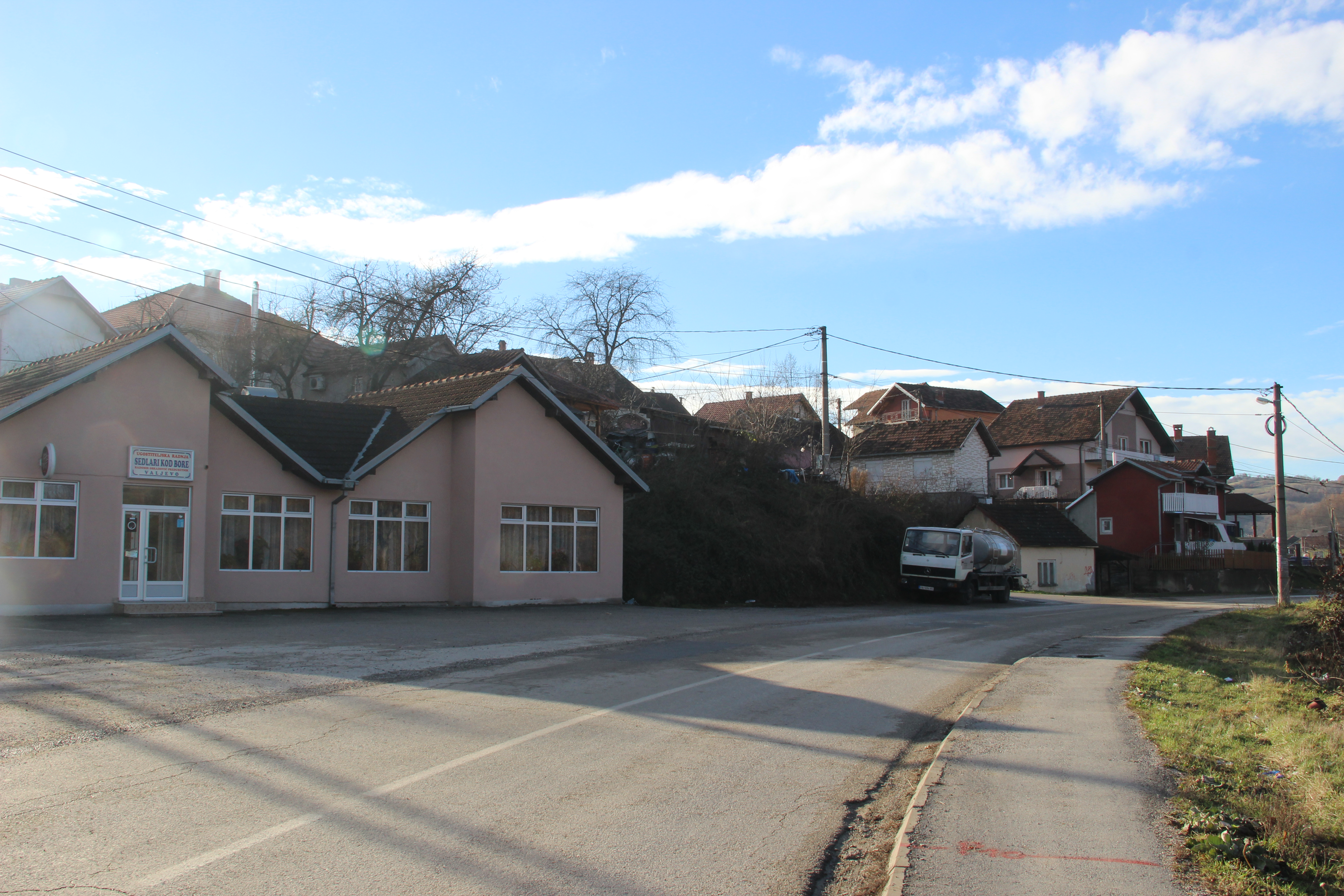
Sedlari - panorama
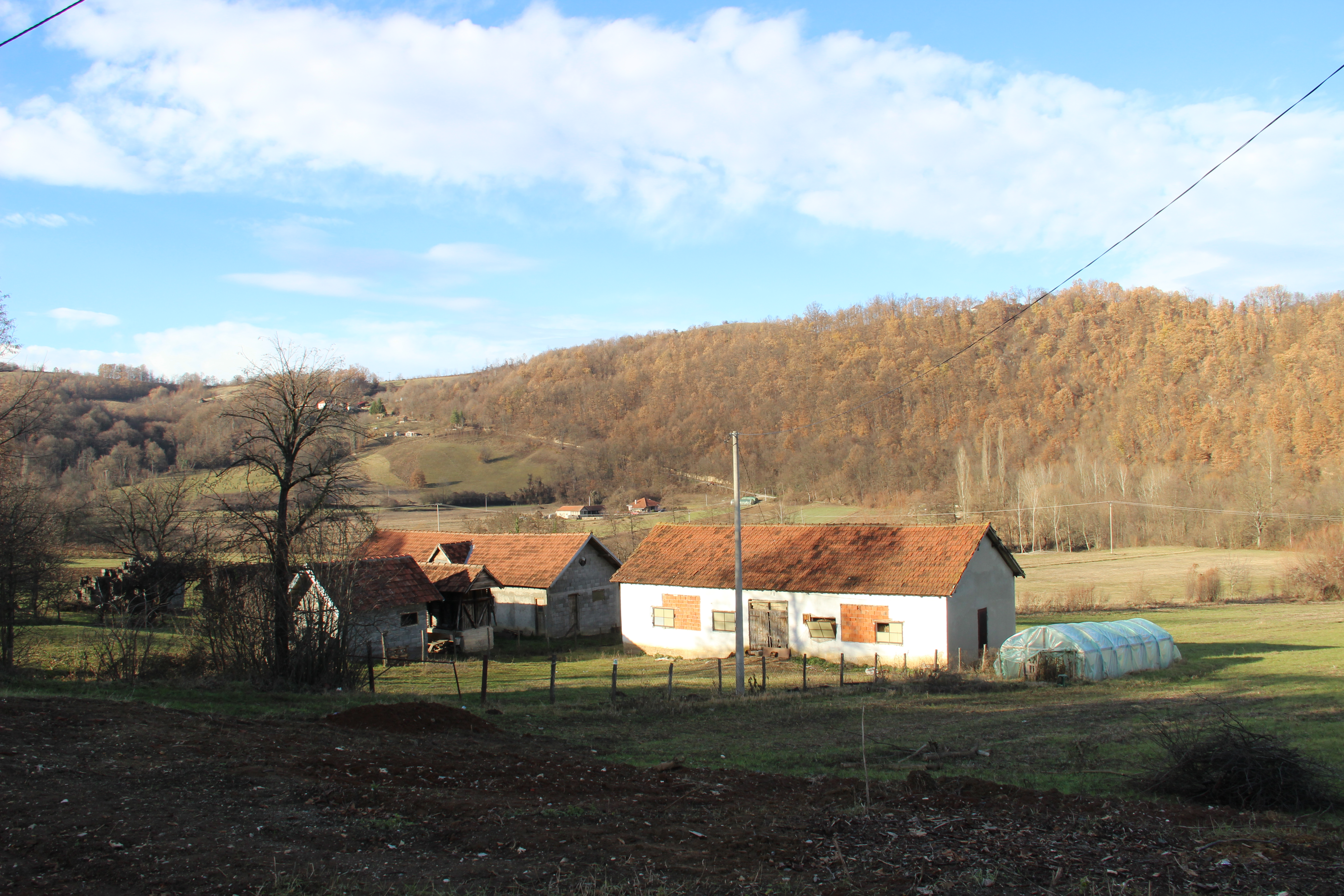
Sedlari - panorama
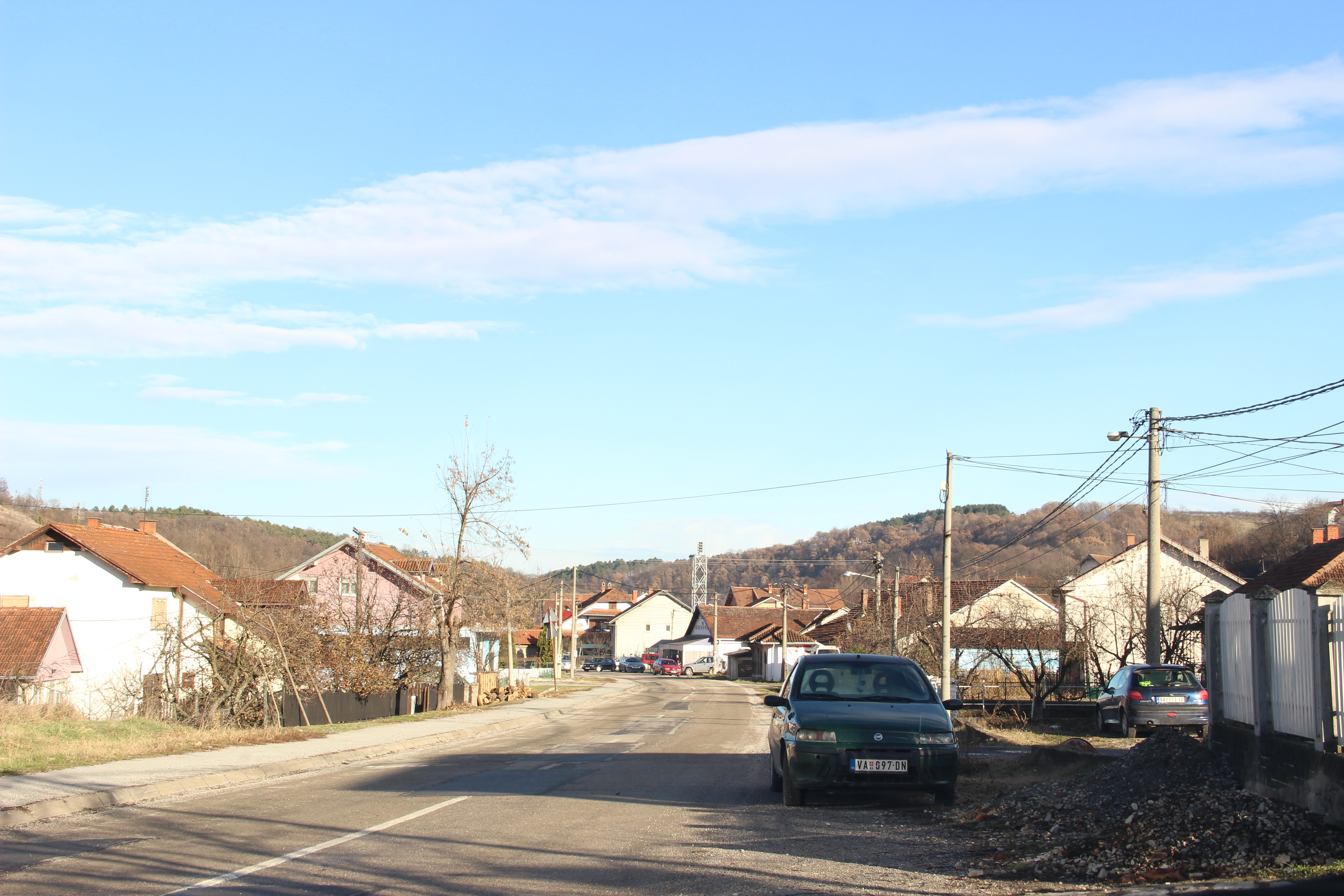
Sedlari - panorama

## Demografia
| 1948 | 1953 | 1961 | 1971 | 1981  | 1991  | 2002  | 2011  |
| ---- | ---- | ---- | ---- | ----- | ----- | ----- | ----- |
| 597  | 598  | 771  | 996  | 1 263 | 1 069 | 1 313 | 1 362 |